# Alkanna haussknechtii
Alkanna haussknechtii är en strävbladig växtart som beskrevs av Joseph Friedrich Nicolaus Bornmüller. Alkanna haussknechtii ingår i släktet Alkanna och familjen strävbladiga växter. Inga underarter finns listade i Catalogue of Life.